# Campoletis rugosipropodeum
Campoletis rugosipropodeum är en stekelart som först beskrevs av Tohru Uchida 1942.  Campoletis rugosipropodeum ingår i släktet Campoletis och familjen brokparasitsteklar. Inga underarter finns listade.